# Siemens Energy
Siemens Energy AG is een beursgenoteerde fabrikant van energietechnologie, met het hoofdkantoor in München. Het maakt producten voor de energieopwekking, transmissie en industriële oplossingen in zowel de conventionele fossiele als de hernieuwbare-energiesector. De activiteiten op het gebied van hernieuwbare energie zijn geconcentreerd in Siemens Gamesa Renewable Energy. Siemens Energy is een afgesplitsing van het conglomeraat Siemens AG. De aandelen van het bedrijf zijn sinds september 2020 verhandelbaar op de beurs.

## Activiteiten
Siemens Energy behaalde in het gebroken boekjaar 2024 een omzet van 34,5 miljard euro. Hiervan werd de helft gerealiseerd in Europa, een derde in Noord- en Zuid-Amerika en de rest werd in Azië en Australië behaald. Het bedrijf is actief in 90 landen en ongeveer een-zesde van de wereldwijde opwekcapaciteit van elektriciteit gebruikt technieken die door Siemens Energy zijn ontwikkeld.
Er zijn vier bedrijfsonderdelen:
- Gas Services, technieken voor het opwekken van elektriciteit door middel van aardgas, zoals gas- en stoomturbines, generatoren, etc. met name voor nutsbedrijven;
- Grid Technologies, producten voor het transport van elektriciteit via netwerken;
- Transformation of Industry, technieken en apparatuur voor industriële toepassingen;
- Wind Power (Siemens Gamesa), het ontwerp, bouw en installeren van windturbines en het onderhoud hiervan.

De onderneming geeft jaarlijks zo’n 3 à 4% van de omzet uit aan onderzoek en ontwikkeling. Ze werkt aan grote projecten en de uitvoering kan jaren duren. Per 30 september 2024 was de orderportefeuille 123 miljard euro groot.
Het bedrijf heeft een gebroken boekjaar dat loopt tot 30 september.
De winst in 2024 werd geflatteerd door grote winsten op de verkoop van aandelenbelangen, hiervan was de verkoop van een belang van 18% in Siemens Limited (India) veruit het grootst. Deze verkoop aan Siemens AG leverde Siemens Energy een winst op van 1,7 miljard euro. Exclusief bijzondere baten was de winst 345 miljoen euro in 2024.
| Jaar | Omzet        | Nettoresultaat | Werknemers |
| Jaar | (×€ miljoen) | (×€ miljoen)   | Werknemers |
| ---- | ------------ | -------------- | ---------- |
| 2018 | 28.023       | 547            | 95.000     |
| 2019 | 28.797       | 158            | 89.000     |
| 2020 | 24.457       | −1606          | 92.000     |
| 2021 | 28.482       | −453           | 91.000     |
| 2022 | 28.977       | −404           | 92.000     |
| 2023 | 31.119       | −4532          | 96.000     |
| 2024 | 34.465       | 1335           | 98.000     |

## Geschiedenis
Sinds de oprichting van Siemens door Werner von Siemens en Johann Georg Halske is de energiesector een onderdeel van het activiteitenpalet. In 1866 werd de dynamo ontwikkeld en in 1897 bouwde Siemens al de eerste elektriciteitscentrale. Er kwamen kabelfabrieken voor het transport van elektriciteit en ook de productie van turbines werd ter hand genomen. In 2017 bundelden Siemens en de Spaanse fabrikant van windmolens, Gamesa, de krachten en de twee gingen samen verder als Siemens Gamesa Renewable Energy. 
Siemens Energy is in april 2020 ontstaan. Siemens AG besloot de activiteiten te reorganiseren en bracht de bedrijfsonderdelen Gas and Power en het meerderheidsbelang van 67% in Siemens Gamesa Renewable Energy onder in een apart bedrijf met de naam Siemens Energy. Christian Bruch van Linde werd benoemd tot eerste bestuursvoorzitter. Op 20 juli 2020 keurden de aandeelhouders van Siemens het plan om deze activiteit af te stoten goed.
De splitsing werd gerealiseerd door de aandeelhouders van Siemens AG  voor elke twee aandelen één aandeel Siemens Energy te geven. Dit gebeurde op 25 september 2020 en drie dagen later werden de aandelen verhandelbaar op de effectenbeurs. De eerste koers die tot stand kwam was 22,01 euro. De Siemens Energy aandelen werden vanaf 21 december 2010 opgenomen in de MDAX aandelenindex, maar in maart 2021 verhuisde de aandelen naar de DAX-index. 
In februari 2021 werden plannen bekendgemaakt waarbij om zo'n 7800 banen, van de ongeveer 90.000 banen wereldwijd, gaan verdwijnen. De banen gaan bijna allemaal verloren in het bedrijfsonderdeel Gas & Power.
Op 21 mei 2022 deed Siemens Energy een bod op de aandelen Siemens Gamesa die het nog niet in handen had. Het bod was 18,05 euro per aandeel of zo'n 4 miljard euro in totaal. Het bod is geslaagd en Siemens Energy is de enige aandeelhouder geworden. Op 14 februari 2023 werd de beursnotering van Siemens Gamesa gestaakt.
Op 23 juni 2023 maakte Siemens Energy significante problemen bekend bij de productie van windturbines. Er zitten productiefouten in de bladen en kogellagers en deze moeten vervangen worden om schade aan de turbines te voorkomen. Dit herstelproces kan jaren in beslag nemen en de kosten wordt geraamd op zo'n een miljard euro. De problemen zijn al langer bekend, maar nu maakte het bedrijf meer details bekend. De aandelenkoers van Siemens Energy daalde in een dag met 37%, na het bekend maken van nieuws. De koers van Siemens Energy is inmiddels volledig hersteld en steeg met meer dan 300% in 2024.
Adidas · Airbus · Allianz · BASF · Bayer · Beiersdorf · BMW · Brenntag · Commerzbank · Continental · Covestro · Daimler Truck · Deutsche Bank · Deutsche Börse · Deutsche Post · Deutsche Telekom · E.ON · Fresenius · Hannover Rück · HeidelbergCement · Henkel · Infineon · Mercedes-Benz · Merck · MTU Aero Engines · Münchener Rück · Porsche AG · Porsche SE · Qiagen · RWE · Rheinmetall · SAP · Sartorius · Siemens · Siemens Energy · Siemens Healthineers · Symrise · Volkswagen · Vonovia · Zalando